# Maik Berger (Basketballspieler)
Maik Berger (* 24. Februar 1984 in Halle (Saale)) ist ein deutscher Basketballtrainer und ehemaliger -spieler. Er absolvierte als 1,78 Meter großer Aufbauspieler 15 Begegnungen in der Basketball-Bundesliga für Bayer Leverkusen und war bis Frühjahr 2017 Trainer des Drittligisten Citybasket Recklinghausen.

## Laufbahn

### Spieler
Berger wechselte 2003 vom SV Halle zum Bundesligisten Bayer Leverkusen. Bis 2006 bestritt er für die Rheinländer 15 Partien in der Basketball-Bundesliga. In der Saison 2006/07 spielte Berger für den FC Schalke 04 in der zweiten Liga sowie in der ersten Hälfte der Saison 2007/08 für die BG Südpark Bochum in der ersten Regionalliga.
2008/09 war Berger abermals „auf Schalke“ aktiv, diesmal in der 2. Bundesliga ProA. Zwischen 2009 und 2012 trug er das Trikot der Hertener Löwen, mit denen er 2010 Vizemeister der 2. Bundesliga ProB wurde, 2011 das Playoff-Viertelfinale und 2012 das Halbfinale erreichte.
In der Saison 2012/13 spielte Berger zum Abschluss seiner Spielerlaufbahn beim BSV Wulfen in der ProB, stieg mit den Münsterländern aber in die erste Regionalliga ab. Wie in Herten war er auch in Wulfen Mannschaftskapitän.

### Trainer
In Wulfen begann er dann auch seine Trainerkarriere und übernahm zur Saison 2013/14 das Amt von Heimo Förster. In seiner letzten Saison als BSV-Cheftrainer (2015/16) musste man den Abstieg in die 2. Regionalliga hinnehmen.
Ab Juni 2016 war Berger, der über die A-Trainerlizenz des Deutschen Basketball Bundes verfügt, Cheftrainer von Citybasket Recklinghausen. Er verpasste in der Saison 2016/17 mit den Recklinghäusern den Klassenerhalt in der ProB und schied nach dem Saisonende aus dem Amt.